# 电子微探针
电子微探针（英語：Electron microprobe，縮寫 EMP），也被称为电子探针显微分析（electron probe microanalyzer，EPMA）或电子微探针分析仪（electron micro probe analyzer，EMPA），是一種用於无损檢定少量固體材料元素成分的分析工具。它是用聚焦很细、直径小于1um的电子束轰击待测试样上的微小区域，对激发出的特征X射线、二次电子、二次离子、背散射电子、俄歇电子、透射电子、吸收电子、阴极荧光等进行探测和信息处理的现代仪器分析方法，是电子光学技术与X射线光谱分析技术交汇的产物。